# ブレア・キングホーン
ブレア・キングホーン（Blair Kinghorn、1997年1月18日 - ）は、トップ14スタッド・トゥールーザンに所属するラグビーユニオン選手。

## プロフィール
- スコットランド・エディンバラ出身。
- ポジションはスタンドオフ(SO)、ウィング(WTB)、フルバック(FB)。
- 身長 193cm、体重 95kg
- U20スコットランド代表に選ばれたことがある[1]。
- スコットランド代表キャップ数は53(2024年10月現在)でラグビーワールドカップ2019のスコットランド代表に選ばれた[2]。

## 略歴
2015年、エディンバラに加入。  
2023年、トゥールーズに加入。 